# استخوان کف‌پایی دوم
استخوان متاتارسال دوم (به انگلیسی: Second Metatarsal Bone)، استخوان درازی در کف پاست. این استخوان، طولانی ترین استخوان متاتارسال است، که به سمت عقب امتداد یافته و به محکمی در گودی متشکل از سه استخوان میخی نگه داشته شده است. دومین متاتارسال با استخوان بند انگشتی دوم، از طریق مفصل متاتارسوفالانژی، استخوان‌های میخی و متاتارسال سوم، و اغلب با استخوان متاتارسال اول تشکیل مفصل می دهد.